# یواس‌اس ارکتارس (اس‌پی-۱۸۲)
یواس‌اس ارکتارس (اس‌پی-۱۸۲) (به انگلیسی: USS Arcturus (SP-182)) یک کشتی بود که طول آن 90' بود. این کشتی در سال ۱۹۱۱ ساخته شد.